# Sarcoptidae
Famille
Synonymes
- Grammolichinae Fain, 1968[1]
- Lophuromyopinae Fain, 1967[1]

Les Sarcoptidae sont une famille d'acariens de l'ordre des Sarcoptiformes.

## Systématique
La famille des Sarcoptidae a été créée en 1877 par le naturaliste écossais Andrew Murray (1812-1878).

## Liste des genres
Selon GBIF (26 novembre 2022) :
- Caenolestocoptes Fain & Lukoschus, 1976
- Chirnyssoides Fain, 1959
- Chirobia Fain, 1959
- Chirophagoides Fain, 1963
- Cnemidocoptes Fürstenberg, 1870
- Cynopterocoptes Klompen, 1992
- Diabolicoptes Fain & Domrow, 1974
- Grammolichus Fain, 1968
- Kutzerocoptes Lavoipierre, 1970
- Lophuromyopus Fain, 1965
- Macropodicoptes Bochkov, 2012
- Mysarcoptes Lawrence, 1960
- Notoedres Railliet, 1893
- Nycteridocoptes Oudemans, 1898
- Prosarcoptes Lavoipierre, 1960
- Prosopodectes G.Canestrini, 1897
- Rodentopus Fain, 1965
- Rousettocoptes Klompen, 1992
- Sarcoptes Latreille, 1802
- Satanicoptes Fain & Laurence, 1975
- Sclerolichus Fain, 1968
- Teinocoptes Rodhain, 1923
- Trixacarus Sellnick, 1944
- Tychosarcoptes Fain, 1976